# دالی و شاهزاده از خود راضی
دالی و شاهزاده ازخود راضی (کره‌ای: 달리와 감자탕; لاتین‌نویسی اصلاح‌شده: Dalliwa Gamjatang) یک مجموعهٔ تلویزیونی کره جنوبی سال ۲۰۲۱ با بازی کیم مین-جه و پارک گیو-یونگ است. این مجموعه داستان عاشقانه بین یک فرد بدون تحصیلات و دختری از خانوادهٔ معتبر را روایت می‌کند که در تلاش است تا یک موزهٔ هنری فروریخته را نجات دهد. این مجموعه از ۲۲ سپتامبر تا ۱۱ نوامبر ۲۰۲۱، روزهای چهارشنبه و پنجشنبه از کی‌بی‌اس۲ پخش شد.

## بازیگران

### اصلی
- کیم مین-جه در نقش جین مو-هاک.[۹][۴]
- پارک گیو-یونگ در نقش کیم دالی.[۱۰][۳][۴]
- کوان یول در نقش جانگ ته-جین.[۴][۱۱]
- هوانگ هی در نقش جو وون-تاک.[۱۲]
- یون‌وو در نقش آن چاک-هی.[۱۲]

## تولید
- بازیگر نقش اول مرد در ابتدا به لی جه-ووک پیشنهاد شده بود.[۱۳]
- فیلم‌برداری از آوریل ۲۰۲۱ آغاز شد.[۱۴] این مجموعه در ابتدا برای پخش در دسامبر ۲۰۲۱ برنامه‌ریزی شده بود، اما در نهایت کی‌بی‌اس تصمیم گرفت که زودتر آن را پخش کند.[۱۵]